# Landesregierung Josef Krainer senior I
Die Landesregierung Josef Krainer sen. I ist die dritte Landesregierung der Steiermark in der zweiten Republik. Sie wurde nach dem gesundheitlich bedingten Rücktritt von Landeshauptmann Anton Pirchegger (ÖVP) von Nachfolger Josef Krainer senior (ÖVP) am 6. Juli 1948 gegründet. Sie bestand bis zum Ende der Gesetzgebungsperiode am 12. November 1949. Gemäß Proporzsystem wurden neben den fünf ÖVP-Mandaten fünf SPÖ-Mandate vergeben.
Unter neuem Landeshauptmann Josef Krainer senior wurden zwei neue Landesräte ernannt. Ferdinand Prirsch (ÖVP) und Franz Thoma (ÖVP). Josef Hollersbacher (ÖVP) trat als Landesrat ab.

## Regierungsmitglieder
| Amt                            | Name                 | Partei | Ressorts |
| ------------------------------ | -------------------- | ------ | -------- |
| Landeshauptmann                | Josef Krainer senior | ÖVP    |          |
| Landeshauptmann-Stellvertreter | Reinhard Machold     | SPÖ    |          |
| Landeshauptmann-Stellvertreter | Tobias Udier         | ÖVP    |          |
| Landesrat                      | Ferdinand Prirsch    | ÖVP    |          |
| Landesrat                      | Franz Thoma          | ÖVP    |          |
| Landesrat                      | Fritz Matzner        | SPÖ    |          |
| Landesrat                      | Norbert Horvatek     | SPÖ    |          |
| Landesrat                      | Ludwig Oberzaucher   | SPÖ    |          |
| Landesrat                      | Udo Illig            | ÖVP    |          |